# Симпкинс, Райан
Райан Симпкинс (англ. Ryan Simpkins; род. 25 марта 1998) — американская актриса, наиболее известная по роли Шэннон Иган в фильме «Гордость и слава», в котором снялась вместе со своим младшим братом Таем Симпкинсом.

## Ранняя жизнь
Родилась в Нью-Йорке 25 марта 1998 года в семье Стивена Симпкинса. Имеет двух братьев (Дэвида и Тая) и сестру Кейли Хедли. Проживает в Лос-Анджелесе.

## Карьера
Дебютировала в кино, снявшись в фильме «Малышка Шерри» в роли Алексис Паркс. Позже снялась в фильме «Гордость и слава» вместе со своим братом Таем в роли детей персонажа Колина Фаррелла. Позже она вместе с Таем снялась в фильме «Дорога перемен». Также снялась в фильме «Джереми Финк и смысл жизни», экранизации одноимённой книги Венди Масс. Автором сценария и режиссёром выступил Тамар Халперн. В 2008 году снялась в фильме «Ночные сады», в котором сыграла роль похищенной девочки.
В 2012 играла главную роль в подростковой драме «Аркадия».
C 2016 года посещает Калифорнийский университет в Беркли.

## Фильмография
| Год  | Название                      | Роль             | Примечания                                           |
| ---- | ----------------------------- | ---------------- | ---------------------------------------------------- |
| 2006 | Малышка Шерри                 | Алексис Паркс    |                                                      |
| 2008 | Ночные сады                   | Лесли Уайтхед    |                                                      |
| 2009 | Гари, тренер по теннису       | Эми Доберт       |                                                      |
| 2009 | Одинокий мужчина              | Дженнифер Странк |                                                      |
| 2009 | Наблюдение                    | Стефани          |                                                      |
| 2008 | Гордость и слава              | Шаннон Иган      |                                                      |
| 2008 | Дорога перемен                | Дженнифер Уилер  |                                                      |
| 2010 | Sitter Street                 | Рамона           |                                                      |
| 2011 | Джереми Финк и смысл жизни    | Лиззи Малдон     |                                                      |
| 2011 | Между                         | Кэролайн         |                                                      |
| 2012 | 1426 Chelsea Street           | Грейс            |                                                      |
| 2012 | Аркадия                       | Грета            |                                                      |
| 2013 | Космические воины             | Лейси Майерс     |                                                      |
| 2015 | Тоска                         | Тесс             | Номинация – Fangoria Chainsaw Award for Best Actress |
| 2017 | Медведь Бригсби               | Обри             |                                                      |
| 2017 | Дом                           | Алекс Йохансен   |                                                      |
| 2018 | Ladyworld                     | Долли            |                                                      |
| 2020 | Своенравный гид               | Джуэл Айронс     | Повторяющаяся роль                                   |
| TBA  | Джорджтаунский проект         | Ли Миллер        | Пост-продакшн                                        |
| TBA  | Пожалуйста, детка, пожалуйста |                  | Снимается                                            |